# Mattis Point
 (avril 2016).
Si vous disposez d'ouvrages ou d'articles de référence ou si vous connaissez des sites web de qualité traitant du thème abordé ici, merci de compléter l'article en donnant les références utiles à sa vérifiabilité et en les liant à la section « Notes et références ».
Mattis Point est une petite communaute, située sur l'Île de Terre-Neuve, dans la province de Terre-Neuve-et-Labrador, au Canada.